# Iotroata varidens
Iotroata varidens är en svampdjursart som först beskrevs av William Lundbeck 1905.  Iotroata varidens ingår i släktet Iotroata och familjen Iotrochotidae. Inga underarter finns listade i Catalogue of Life.